# آفاق تونس
آفاق تونس هو حزب سياسي تونسي أسس بعيد الثورة وتحصل على التأشيرة القانونية في 28 مارس 2011. كان وراء إنشاء الحزب عدد من الإطارات العليا من بينها محمد الوزير وآمنة منيف والمعارضة في عهد بن علي نائلة شرشور حشيشة وعلي الكعلي وياسين إبراهيم الذي شارك في الحكومة الانتقالية بصفته الخاصة قبل أن يستقيل في جويلية، ويتولى خطة المدير التنفيذي في الحزب. التصقت بالحزب صبغة النخبوية كما تعرض لانتقادات بسبب انتخاب رئيسه على قوائم التجمع الدستوري الديمقراطي المنحل في الانتخابات البلدية عام 2000. وقد ساهمت هذه الصورة في تأليب بعض الأوساط عليه مما عرض اجتماعاته في سيدي بوزيد وقفصة إلى مضايقات من طرف بعض الشباب. قدم الحزب في انتخابات المجلس الوطني مرشحين في 23 دائرة على 33. إنحل الحزب بعد أن كون حزب جديد يضم عدة أحزاب أخرى وهو الحزب الجمهوري.

## الأداء الإنتخابي
| تاريخ الانتخابات       | عدد الأصوات            | نسبة الأصوات           | عدد المقاعد            | النتيجة                |
| المجلس الوطني التأسيسي | المجلس الوطني التأسيسي | المجلس الوطني التأسيسي | المجلس الوطني التأسيسي | المجلس الوطني التأسيسي |
| ---------------------- | ---------------------- | ---------------------- | ---------------------- | ---------------------- |
| 2011                   | 76,488                 | 1,89%                  | 4 / 217                | غير مشارك في الحكومة   |
| مجلس نواب الشعب        |                        |                        |                        |                        |
| 2014                   | 102,916                | 3,02%                  | 8 / 217                | ضمن الائتلاف الحاكم    |